# Пиноккио (фильм, 2002)
«Пиноккио» (итал. Pinocchio) — совместный американо-итальянский фильм Роберто Бениньи по книге Карло Коллоди, вышедший на экраны 11 октября 2002 года (премьера в Италии). 25 декабря изменённая версия вышла в прокат в США (оригинальная версия — 7 февраля 2003 года). В Европе в прокат фильм вышел в марте 2003 года.

## Сюжет
История о плотнике создавшем деревянную куклу, которая ожила. Он назвал её Пиноккио.

## В ролях
| Актёр                                         | Роль               |
| --------------------------------------------- | ------------------ |
| Роберто Бениньи                               | Пиноккио           |
| Николетта Браски                              | Голубая Фея        |
| Карло Гуфрэ (Carlo Giuffrè)                   | Джеппетто          |
| Ким Росси Стюарт                              | Фитиль             |
| Пеппе Барра (Peppe Barra)                     | Говорящий Сверчок  |
| Мино Беллеи (Mino Bellei)                     | Медоро             |
| Макс Каваллари (Max Cavallari)                | Кот                |
| Бруно Арена (Bruno Arena)                     | Лис                |
| Франко Джавароне (Franco Iavarone)            | синьор Манджафоко  |
| Томмазо Бьянко (Tommaso Bianco)               | Пульчинелла        |
| Луис Молтени (Luis Molteni)                   | Масляный человечек |
| Алессандро Бергонцони (Alessandro Bergonzoni) | Мастер колец       |
| Коррадо Пани                                  | Судья              |
| Винченцо Черами                               | Мужчина с усами    |
| Джорджио Ариани (Giorgio Ariani)              | Трактирщик         |
| Джорджио Ное (Giorgio Noè)                    | Мальчик            |
| Риккардо Биццарри (Riccardo Bizzarri)         | Эдженио            |

## Съёмочная группа
- Режиссёр-постановщик: Роберто Бениньи
- Сценаристы: Роберто Бениньи, Винченцо Черами

по роману Карло Коллоди (англ. перевод Брендана Доннисона)
- Композитор: Никола Пьовани
- Оператор: Данте Спинотти

## Критика
Фильм получил крайне негативные отзывы. На сайте Rotten Tomatoes получил рейтинг 0 %.

## Награды и номинации

### Премии
- 2003 — премии Давида Донателло (David di Donatello Award) Данило Донати как лучшему художнику костюмов (Migliore Costumista) и лучшему художнику-постановщику.
- 2003 — Серебряная лента Итальянского национального синдиката киножурналистов (Italian National Syndicate of Film Journalists) Никола Пьовани за лучшую музыку.
- 2002 — Золотая малина за худшую мужскую роль Роберто Бениньи.

### Номинации
- 2002 — Золотая малина за худший фильм года.
- 2003 на премию Давида Донателло:

Роберто Бениньи — как лучшего актёра;
Данте Спинотти — за лучшую операторскую работу (Migliore Direttore della Fotografia);
Никола Пьовани — за лучшую музыку (Migliore Musicista);
Ким Росси Стюарт — за лучшее исполнение роли второго плана (Migliore Attore non Protagonista).
- 2003 на Серебряную ленту Итальянского национального синдиката киножурналистов:

за лучшую продюсерскую работу (Migliore Produttore);
Ким Росси Стюарт — за лучшее исполнение роли второго плана.